# Little Green Bag
«Little Green Bag» (Pequeña bolsa verde en inglés) es una canción escrita por los músicos holandeses Jan Visser y George Baker (en los créditos figura con el nombre Hans Bouwens), y grabada por la George Baker Selection, haciéndose cargo la banda de los costos de producción. Fue el primer sencillo de la George Baker Selection, lanzado bajo el sello discográfico Negram. El lado b fue «Pretty Little Dreamer». En 1970, "Little Green Bag" apareció luego en el álbum, Little Green Bag, de la banda George Baker Selection.
La canción alcanzó el noveno puesto en el Dutch Top 40, y el tercer puesto en Bélgica. En el verano de 1970, alcanzó el puesto número 16 en la lista de la revista Cash Box y el puesto número 21 en la Billboard en los Estados Unidos. En 1992, la canción fue incluida en la película Reservoir Dogs, convirtiéndola en un clásico de culto. Además en ese año la canción alcanzó el puesto número 1 en Japón, ya que fue utilizada en una publicidad de whisky.

## Versiones
- En los años 1970, Luigi Albertelli tradujo la canción al italiano, con el título Un passatempo; esta versión también fue grabada por la cantante italiana Nada. Con el título La borsetta verde fue grabada también por la banda i Punti Cardinali.

- En 1999, Tom Jones lanzó una versión de la canción, grabada junto a la banda canadiense Barenaked Ladies para el disco Reload.[2]

- In 2007, The Ventures grabó una versión en su álbum Rocky!.
- En 2023, Martin Urrutia y Paul Thin grabaron y cantaron su versión de la canción en el concurso Operación Triunfo (2023)

## En la cultura popular
- La canción está incluida en la banda sonora de la película Reservoir Dogs de Quentin Tarantino y aparece en la escena inicial previo a la aparición de los créditos.
- Es interpretada en el capítulo "Jazzy and the Pussycats" de Los Simpsons.
- Es interpretada en el episodio "Back in the Red Part 2" de la serie Red Dwarf.
- Es interpretada en el episodio "Chokin' and Tokin'" de la serie Freaks and Geeks.
- Es interpretada en el episodio "Last Night Gus'" de la serie Psych.
- Forma parte de la banda sonora del corto belga Snorstok.
- Es interpretada en el avance internacional de la película Despicable Me.
- Es interpretada en el episodio "Sex, Death and Nudity" de la serie Coupling, en el cual se parodia la escena de Reservoir Dogs en que los actores usan trajes similares para asistir a un funeral.
- Es interpretada en un comercial televisivo de la marca de cerveza Heineken.
- Fue usada para promover la telenovela chilena llamada Machos, transmitida por Canal 13 en 2003.
- Fue utilizada en un comercial televisivo australiano para la marca de vehículos Toyota en 2005.
- Fue usado en un episodio de la serie de la BBC Top Gear cuando James May exhibió un Maserati Bora durante el tercer episodio de la sexta temporada transmitido originalmente el 12 de junio de 2005.
- Fue utilizada en el videojuego "Under The Skin" de Capcom.
- Que aparece en Good Vibes del episodio "Floatopia".
- Se utilizó en un comercial de televisión para Scruffs Hardwear.
- En 2012 fue utilizado por la cadena de televisión Nine television Network en Australia, para el anuncio de la comedia dramática House Husbands.
- Es la cortina musical de la serie documental En el camino (Argentina).
- Una versión se usa al final del tercer episodio de la temporada de The Guild "The Return", como los compañeros del Guldies entran en la LAN party.
- En los Simpsons, temporada 29, Lisa Simpson camina y va sumando animales abandonados que desea rescatar del abandono.
- En Operación Triunfo 2023, Paul Thin y Martin Urrutia la interpretaron.